# John Hartman
John Hartman (Falls Church, 18 marzo 1950 – 29 dicembre 2021) è stato un batterista e compositore statunitense.

## Biografia
È particolarmente conosciuto per essere stato un membro fondatore dei Doobie Brothers.